# Badenia Maschinenfabrik
Die Badenia war eine deutsche Maschinenfabrik.

## Geschichte

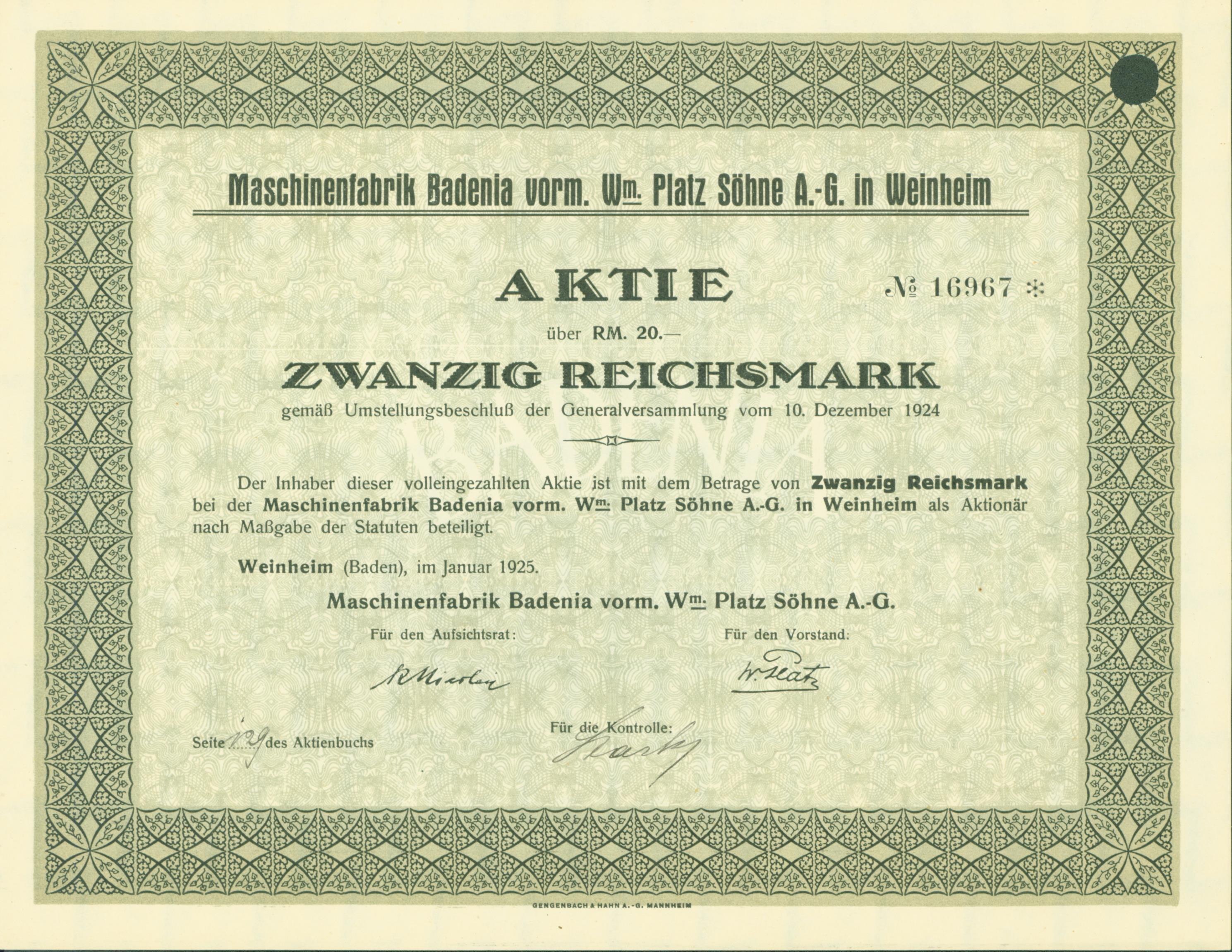
Aktie über 20 RM der Maschinenfabrik Badenia vorm. Wm. Platz Söhne AG vom Januar 1925

Gegründet 1834 durch Wilhelm Carl Platz entwickelte das Unternehmen sich günstig. 1890 wurde die Rechtsform einer Aktiengesellschaft angenommen. Vom Unternehmen wurden eine Reihe von Patenten angemeldet, zudem wurden ebenso Zweigwerke gegründet. Kurz vor dem Beginn des Ersten Weltkrieges fertigte das Unternehmen nunmehr fast 30.000 Maschinen jährlich. 1918 waren die 1.100 Mitarbeiter ohne Beschäftigung. 1955 erfolgte die Löschung der Firma aus dem Handelsregister, nachdem die Produktion bereits zwei Jahre zuvor eingestellt worden war.